# Softengine
Softengine es una banda adolescente finlandesa de rock alternativo. Representó a Finlandia en el Festival de Eurovisión 2014 en Copenhague, Dinamarca, con su canción "Something Better" obteniendo un meritorio 11º puesto, y una legión de fanes en su país e incluso alrededor del continente. Los miembros de la banda son Topi Latukka, Ossi Mäkelä, Henri Oskár y Tuomo Alarinta, de 18-21 años de edad (2015)

## Carrera musical

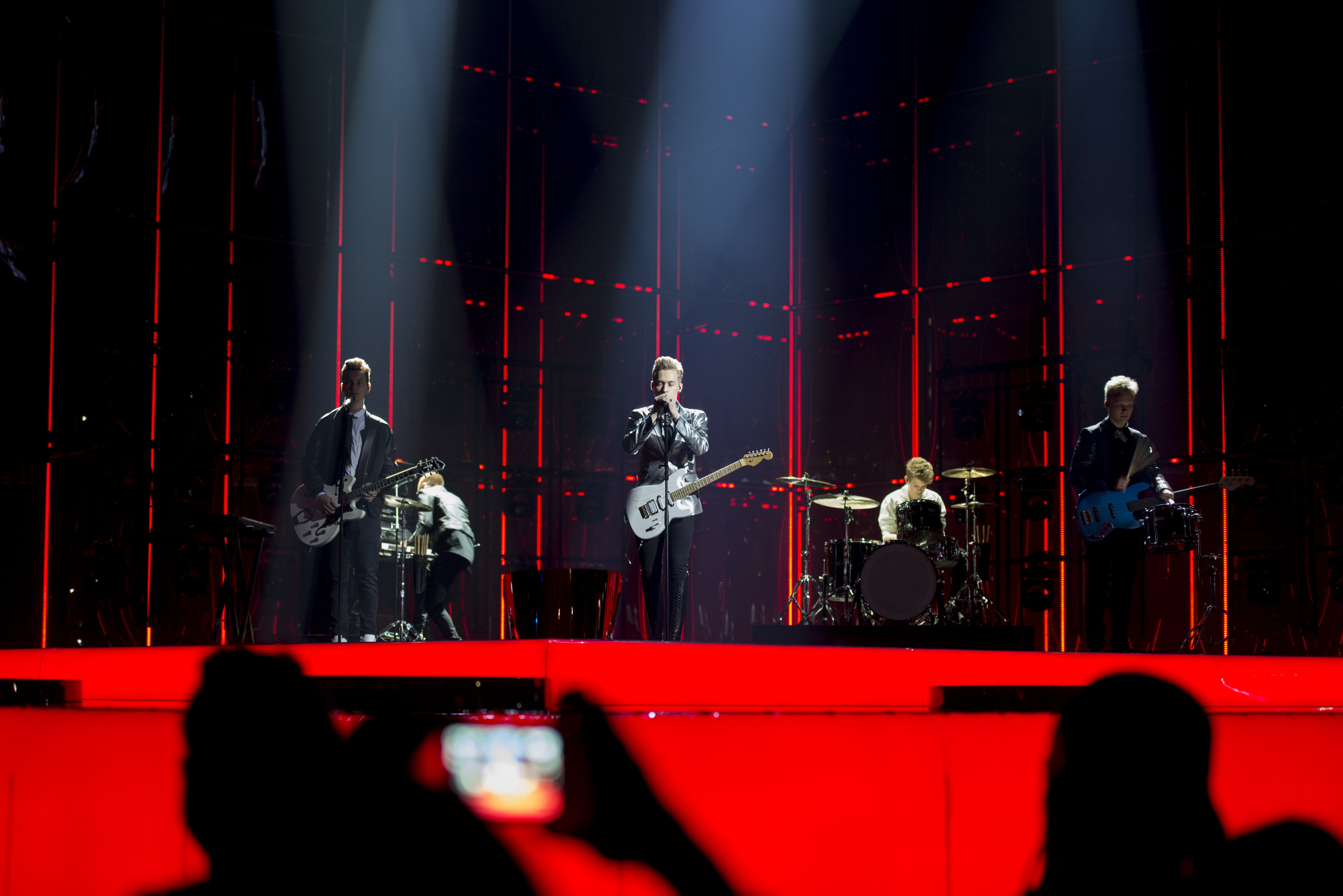
Softengine representando a Finlandia con la canción "Something Better" durante un ensayo general antes de la segunda semifinal del Festival de la Canción de Eurovisión 2014 Copenhague.

### 2011-13: Formación y primeros inicios
La banda se formó en la ciudad de Seinäjoki, Finlandia en el verano de 2011, en la casa de los abuelos del cantante / guitarrista / compositor Topi Latukka. Llegaron a su line-up en el verano de 2013, después de escribir canciones diligente, practicando, dando conciertos y el éxito en las competiciones de la banda.

### 2013-14: Festival de la Canción de Eurovisión & We Created The World
El 10 de diciembre de 2013 Softengine fue revelado como uno de los actos para Uuden Musiikin Kilpailu 2014. El 11 de enero de 2013 ganaron su Heat para avanzar a la final. El 1 de febrero de 2014 Softengine fue elegido para representar a Finlandia con la canción "Something Better" en el Festival de Eurovisión en el B & W Hallerne en Copenhague, Dinamarca. Durante el sorteo de asignación de las semifinales el 20 de enero de 2014 en el Ayuntamiento de Copenhague, fueron atraídos a competir en la segunda mitad de la segunda semifinal, el 8 de mayo de 2014. En la segunda semifinal, los productores de la serie decidieron que Finlandia realice octavos, tras Lituania y precediendo de Irlanda. Lanzaron su canción de Eurovisión "Something Better", el 21 de marzo de 2014.
En la gran final de Eurovision participaron en el puesto número 18 , quedando en la posición 11 con 72 puntos, el mejor resultado del país nórdico desde 2006 y el mejor puesto que Finlandia ha logrado en la década de 2010. En junio de 2014, liberaron su nuevo single "Yellow House"
En septiembre de 2014, Eero Keskinen(bajista) abandona la banda para concentrarse en sus estudios.
Anunciaron la salida de su nuevo disco, "We created the world" el 17 de octubre de 2014, y presentaron previamente su nuevo single titulado "The Sirens", el 3 de octubre de 2014, con buena acogida entre sus seguidores. El álbum contiene 11 canciones, en las que se incluyen "Something Better", "Yellow House" y "The Sirens". "What If I?" fue presentado el 17 de diciembre de 2014, con su respectivo videoclip en Youtube.
Actualmente se encuentran inmersos en la grabación de su segundo álbum de estudio, que se espera para el Verano/Otoño 2015, y del cual ya puede escucharse su primer single, All About You & I.

## Discografía

### Álbumes
| Título               | Detalles                                                                                           | Posiciones |
| Título               | Detalles                                                                                           | FIN        |
| -------------------- | -------------------------------------------------------------------------------------------------- | ---------- |
| We Created the World | - Fecha de salida: 3 de octubre de 2014 - Discográfica: Sony Music - Formato: Digital download, CD | 7          |

### Singles
| Año                   | Título             | Posiciones en listas              | Álbum                |
| Año                   | Título             | FIN                               | Álbum                |
| --------------------- | ------------------ | --------------------------------- | -------------------- |
| 2014                  | "Something Better" | 1                                 | We Created The World |
| 2014                  | "Yellow House"     | 1                                 | We Created The World |
| 2014                  |                    |                                   |                      |
| "The Sirens"          | 1                  | We Created The World              |                      |
| 2015                  |                    |                                   |                      |
| "All About You And I" |                    | From Earth, From Ashes, From Dust |                      |
| 2016                  |                    |                                   |                      |
| "Free Rider"          |                    |                                   |                      |
| 2016                  |                    |                                   |                      |
| "She Is My Messiah"   |                    |                                   |                      |